# Лундстрём, Роберт
Роберт Лундстрём (швед. Robert Lundström; род. 1 ноября 1989, Сундсвалль) — шведский футболист, защитник стокгольмского АИК.

## Клубная карьера
Футболом начал заниматься в семилетнем возрасте в сундсвалльском клубе «Кубикенборг», после чего в 2003 году перебрался в структуру главной команды города — «Сундсвалль». Профессиональную карьеру начинал в клубе «Тимро», выступавшем во втором дивизионе. Первую игру на взрослом уровне провёл 3 мая 2008 года с «Шеллефтео», когда он вышел на поле на 80-й минуте. Вторую часть сезона провёл в «Медскогсброне», выступавшем в Эттане. Дебютировал в команде 19 июня в игре с «Ренгшё». Роберт вышел в стартовом составе и открыл счёт в матче на 19-й минуте, а на 89-й встрече установил победный для свой команды результат 3:2.
8 января 2009 года вернулся в «Сундсвалль», подписав контракт на 2 года. Дебют в Суперэттане состоялся во втором туре с «Норрчёпингом». Лундстрём вышел в стартовом составе из-за травмы основного защитника Билли Бернтссона и отыграл все 90 минут. В середине мая клуб и Лундстрём продлили контракт ещё на два года. Теперь соглашение действовало до 2012 года. Первый гол за команду к защитнику пришёл 20 мая в игре с «Васалундом». На 67-й минуте Роберт установил окончательный счёт в матче 2:0.
В составе «Сундсвалля» по два раза занимал третье и второе место в турнирной таблице. Второе место в сезоне 2011 года позволило команде выйти в Аллсвенскан. Дебют в высшем дивизионе страны для Лундстрёма состоялся 12 апреля с «Сюрианска». Встреча завершилась с разгромным счётом 4:0. Роберт начал игру в стартовом составе и на 84-й минуте уступил место македонцу Нури Мустафи.
20 июля 2015 года норвежская «Волеренга» объявила о подписании трёхлетнего контракта с Лундстрёмом, который перейдет в команду в качестве свободного агента с 1 января следующего года. Однако, уже через три дня было сообщено, что клубы договорились о присоединении защитника к норвежскому клубу с 4 августа. Дебютировал в Типпенлиге в игре 19-го тура против «Тромсё». За 2,5 сезона в «Волеренге» Лундстрём принял участие в 61 матче во всех соревнования, в которых забил 1 мяч.
21 декабря 2017 года вернулся в Швецию, подписав контракт до конца 2020 года со стокгольмским АИК. Дебютировал в составе нового клуба 2 апреля 2018 года матче с «Далькурдом». Роберт провёл на поле всю встречу, отметившись забитым мячом на 33-й минуте. 22 апреля в игре с «Гётеборгом» уже на 10-й минуте получил травму и был заменён на Стефана Сильву. Проведённое медицинское обследование после матча показала, что у защитника серьёзная травма колена, в связи с чем он вынужден будет пропустить остаток сезона. По итогам чемпионата клуб занял первое место в турнирной таблице и завоевал чемпионский титул.
Оправился от травмы Лундстрём только в начале 2019 года, приступив в январе к тренировкам в общей группе. Вернулся на поле Роберт 30 июня в матче с Мальмё, заменив на 87-й минуте Эради Рашиди.

## Достижения
Сундсвалль
- Серебряный призёр Суперэттана: 2011, 2014
- Бронзовый призёр Суперэттана: 2010, 2013

 АИК
- Чемпион Швеции: 2018